# Каабар, Абдель Маджид
Абдель Маджид Каабар (араб.عبد المجيد كعبار.; / 9 мая 1909, Бенгази Итальянская Ливия — 1988) — ливийский государственный деятель, премьер-министр Королевства Ливия в 1957—1960, министр иностранных дел Ливии в 1957 и 1958—1960 гг.

## Биография
В 1950 г. был избран в состав Национальной Конституционной ассамблеи, на первых парламентских выборах в 1952 г. стал депутатом парламента и его спикером.
В 1957—1960 гг. — премьер-министр Ливии. Приоритетом его деятельности на этом посту стали переговоры по предоставлени  иностранной помощи, необходимой для обеспечения сбалансированного бюджета. Во внутренних дел его кабинет разработал новое избирательное законодательство (1959), по которому в январе 1960 г. были проведены выборы. Ушел в отставку, опасаясь широкой огласки  большого финансового скандала c превышением сметы строительства на дорожное строительство втрое, в который оказались вовлечены члены королевской семьи. 